# Hopa (district)
Hopa is een Turks district in de provincie Artvin en telt 32.209 inwoners (2007). Het district heeft een oppervlakte van 212,6 km². Hoofdplaats is Hopa.
De bevolkingsontwikkeling van het district is weergegeven in onderstaande tabel.
| 1997   | 2000   | 2007   |
| ------ | ------ | ------ |
| 30.646 | 32.584 | 32.209 |

## Geboren
- Tolga Zengin (1983), voetballer
- Adem Büyük (1987), voetballer